# سیارک ۷۶۶

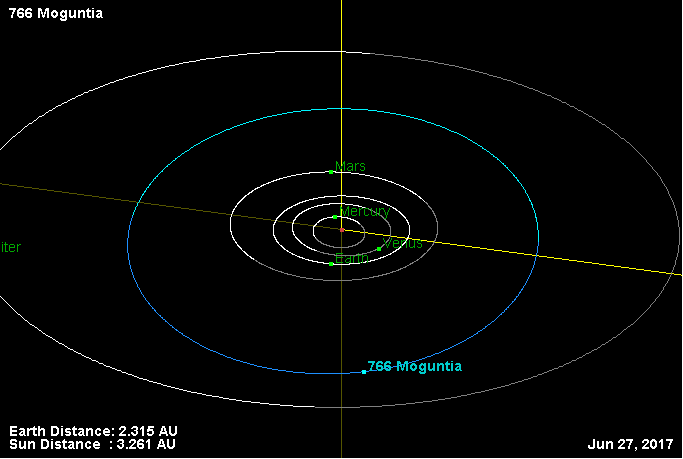
نمایی از محل قرارگیری سیارک ۷۶۶ در مدار – ۲۰۱۷

سیارک ۷۶۶ (به انگلیسی: 766 Moguntia، نامگذاری:1913SW) هفتصد و شصت و ششمین سیارک کشف شده‌است که در ۲۹ سپتامبر ۱۹۱۳ و در هایدلبرگ کشف شد.
قدر مطلق سیارک برابر ۱۰٫۱۵ است.